# Javiera Grez
Javiera Grez Valenzuela (Lontué, Maule, Chile; 11 de julio de 2000) es una futbolista chilena. Juega de delantera y su equipo actual es Colo-Colo en la Primera División de Chile. 
Es internacional absoluta con la selección de Chile desde 2017.

## Trayectoria
Oriunda de Lontué, juega al fútbol desde muy pequeña. En el 2013, a los 13 años, ingresa a las inferiores de Curicó Unido. A los 14 años ya era parte del primer equipo.
En febrero de 2020, la delantera ficha por el Colo-Colo.

## Selección nacional
Grez representó a Chile en el Campeonato Sudamericano Femenino de Fútbol Sub-20 de 2018.Participó además con la selección sub-20 en los Juegos Suramericanos de 2018. 
Debuta con la selección de Chile el 26 de noviembre de 2017 en la derrota por 4-0 ante Brasil. Fue parte del plantel que consigue el segundo lugar en la Copa América Femenina 2018 en Chile. Desde entonces ha sido una convocada regular en el seleccionado. Anota su primer gol por el seleccionado nacional el 9 de octubre de 2018, contra Sudáfrica, en un partido que terminaría 2-2 en el Estadio Santa Laura.
Nominada para la Copa Mundial de Francia 2019, juega el último encuentro de la fase de grupos ante Tailandia.
En septiembre de 2019 nuevamente es llamada para jugar la Liga Sudamericana Femenina Sub-19 por la selección sub-20 de Chile en la Zona Sur, en el Estadio Julio Humberto Grondona en Buenos Aires. La delantera anota el gol de la victoria en el triunfo por 1-0 sobre Bolivia. La selección logra el cuarto lugar en el grupo.

## Clubes
| Club         | País  | Año       |
| ------------ | ----- | --------- |
| Curicó Unido | Chile | 2016-2019 |
| Colo-Colo    | Chile | 2020-Act. |